# Zahra Bouras
Zahra Bouras (in arabo زهرة بوراس‎?; 13 gennaio 1987) è un'ex velocista e mezzofondista algerina.

## Biografia
Figlia dell'atleta Amar Bouras, ha gareggiato inizialmente nei 400 metri stabilendo un record nazionale nel 2009. Negli anni si è dedicata principalmente agli 800 metri, riuscendo a vincere un campionato africano. Nel 2012, dopo la vittoria a Montreuil, viene testata positiva allo stanozololo, venendo squalificata per due anni e perdendo la possibilità di partecipare ai Giochi olimpici di Londra 2012.

## Record nazionali
- 400 metri piani: 52"98 ( Rehlingen, 1º giugno 2009)

## Palmarès
| Anno | Manifestazione          | Sede     | Evento      | Risultato  | Prestazione | Note                          |
| ---- | ----------------------- | -------- | ----------- | ---------- | ----------- | ----------------------------- |
| 2007 | Giochi panafricani      | Algeri   | 400 m piani | Batteria   | 55"47       |                               |
| 2007 | Universiadi             | Bangkok  | 400 m piani | Batteria   | 55"28       | Miglior prestazione personale |
| 2009 | Giochi del Mediterraneo | Pescara  | 400 m piani | 7ª         | 54"24       |                               |
| 2009 | Universiadi             | Belgrado | 400 m piani | Semifinale | dns         |                               |
| 2010 | Campionati africani     | Nairobi  | 800 m piani | Oro        | 2'00"22     |                               |
| 2011 | Mondiali                | Taegu    | 800 m piani | Semifinale | 2'12"08     |                               |

## Altre competizioni internazionali
- 5ª in Coppa continentale ( Spalato), 800 m piani - 1'59"61